# Estat de Madràs
|  | Per a altres significats, vegeu «Madràs». |

L'estat de Madràs fou un antic estat de l'Índia existent entre 1950 i 1969 amb la ciutat de Madràs com la seva capital. Quan la Constitució de l'Índia va entrar en vigor el 26 de gener de 1950, la major part de les províncies existents es van reconstituir en estats, per la qual cosa l'antiga província de Madrás va passar a denominar-se "Estat". L'estat de Madrás segons el cens de 1951 tenia 57 016 002 habitants.

## Història

Mapa del sud de l'Índia abans de la reorganització de 1956, en groc mostassa l'estat de Madràs

En el moment de la seva formació en 1950, Madrás incloïa la totalitat de l'actual Tamil Nadu, Andhra de la costa, Rayalaseema, Telangana, la regió de Malabar al nord de Kerala, i els districtes de Karnataka de Bellary, South Kanara i Udupi. Andhra de la costa i Rayalaseema es van separar per formar l'estat d'Andhra en 1953, els districtes de South Kanara i Bellary es van fusionar amb l'estat de Mysore, i el districte de Malabar amb l'estat de Travancore-Cochin per formar Kerala en 1956. En 1969, l'estat de Madràs fou reanomenat com Tamil Nadu, que significa "país dels Tamil". Telangana va néixer com una entitat geogràfica i política el 2 de juny de 2014, com l'estat més jove de l'Índia.
Després de la independència de l'Índia, la Presidència de Madràs es va convertir en la província de Madràs el 15 d'agost de 1947. El 26 de gener de 1950, va esdevenir l'estat de Madràs per part del Govern de l'Índia. Com a conseqüència de la Llei de Reorganització Estatal de 1956, les fronteres de l'estat es van reorganitzar seguint fronteres lingüístiques. Finalment, l'estat fou reanomenat com Tamil Nadu el 14 de gener de 1969 pel ministre en Cap C. N. Annadurai.

## Primers ministres
Omandur Ramasamy Reddiyar (Primer Ministre entre el 23 de març de 1947 i el 6 d'abril de 1949) fou el primer màxim dirigent de l'Estat de Madràs, i fou conegut per promulgar la Llei d'Autorització d'Entrada als Temples de Madràs, segons la qual es permetia als intocables l'entrada als temples per practicar l'oració, que fins llavors els estava prohibida. El segon Primer Ministre fou Poosapati Sanjeevi Kumarswamy Raja (6 abril 1949 - 10 abril 1952) El va succeir Chakravarti Rajagopalachari (10 abril 1952 – 13 abril 1954), qui va promulgar una nova política educativa segons la qual els nens en edat escolar havien d'assistir a classe pels matins, i a les tardes havien d'aprendre l'ofici al qual es dedicaven els seus pares, com per exemple fuster, obrer de la construcció, etc. Finalment aquesta política va provocar la seva renúncia el 1954. Kumaraswami Kamaraj (13 abril 1954 – 2 octubre 1963), s'esforçà per introduir el tàmil en el sistema educatiu i en el parlamentari. El seu successor fou Minjur Kanakasabhapathi Bhaktavatsalam Mudaliar (2 octubre 1963 – 6 març 1967) El darrer Primer Ministre de l'Estat de Madràs fou Conjeevaram Natarajan Annadurai (6 març 1967 – 13 gener 1969)

## Galeria

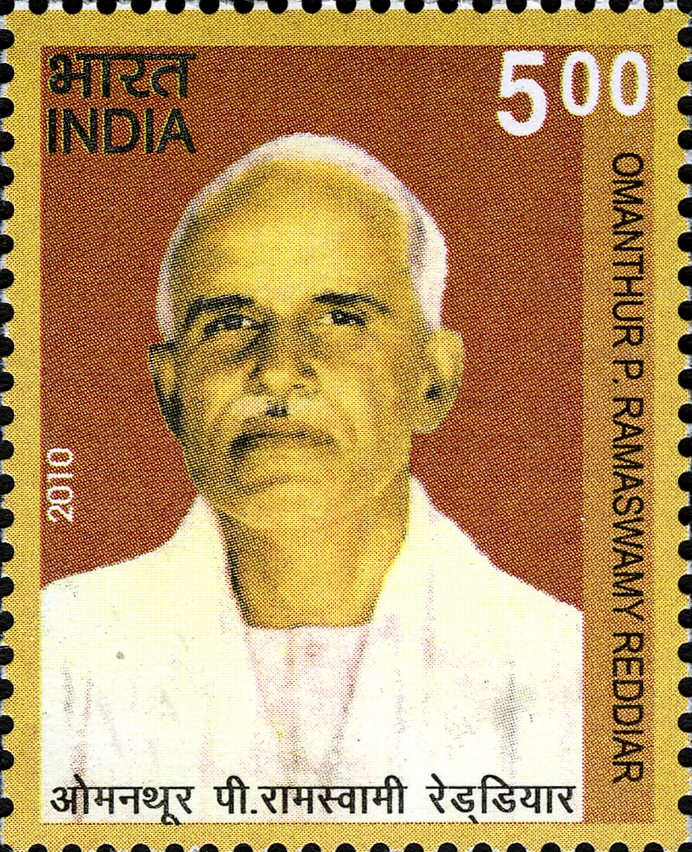
Omandur Ramasamy Reddiyar
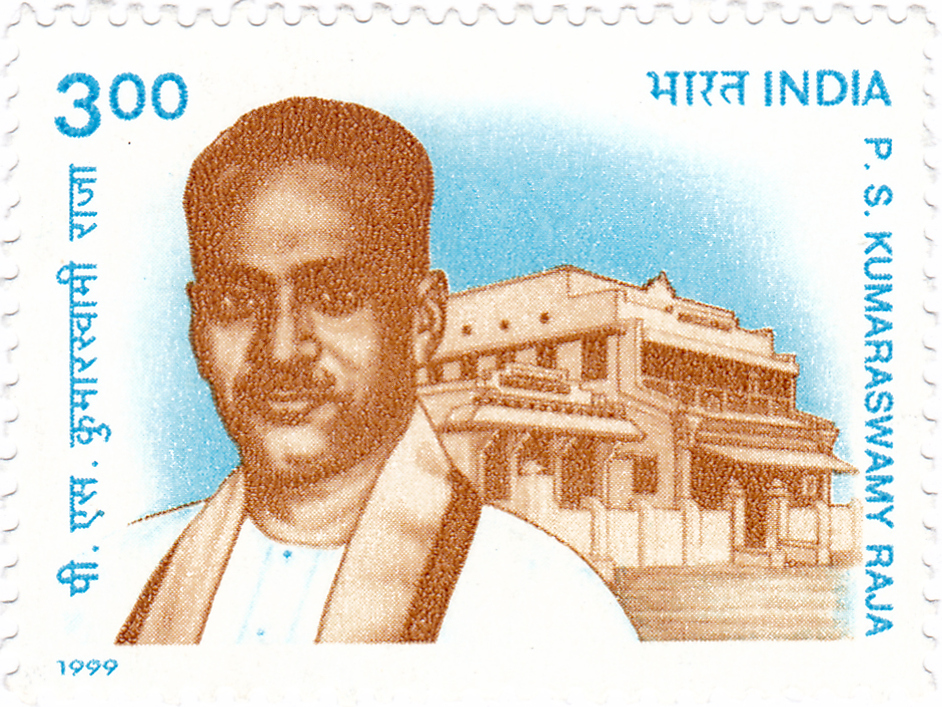
Poosapati Sanjeevi Kumarswamy Raja
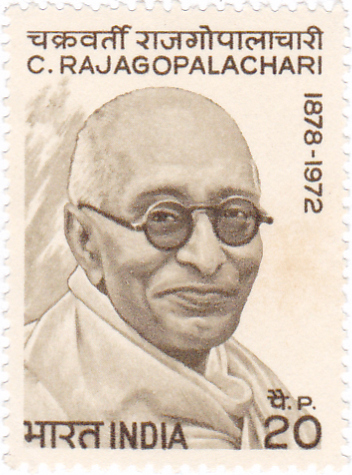
Chakravarti Rajagopalachari
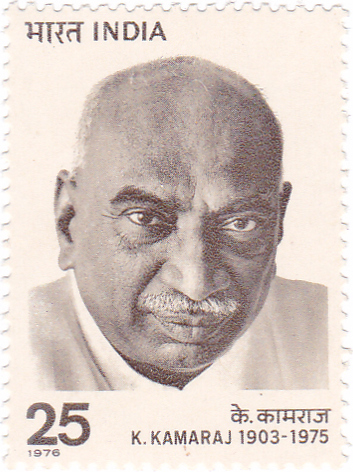
Kumaraswami Kamaraj
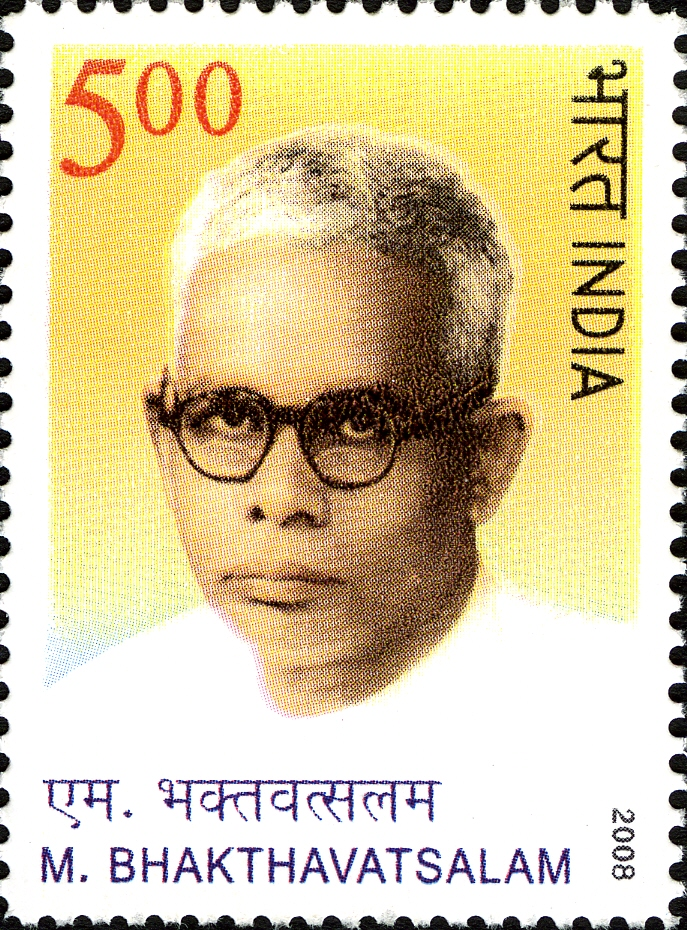
Minjur Kanakasabhapathi Bhaktavatsalam Mudaliar
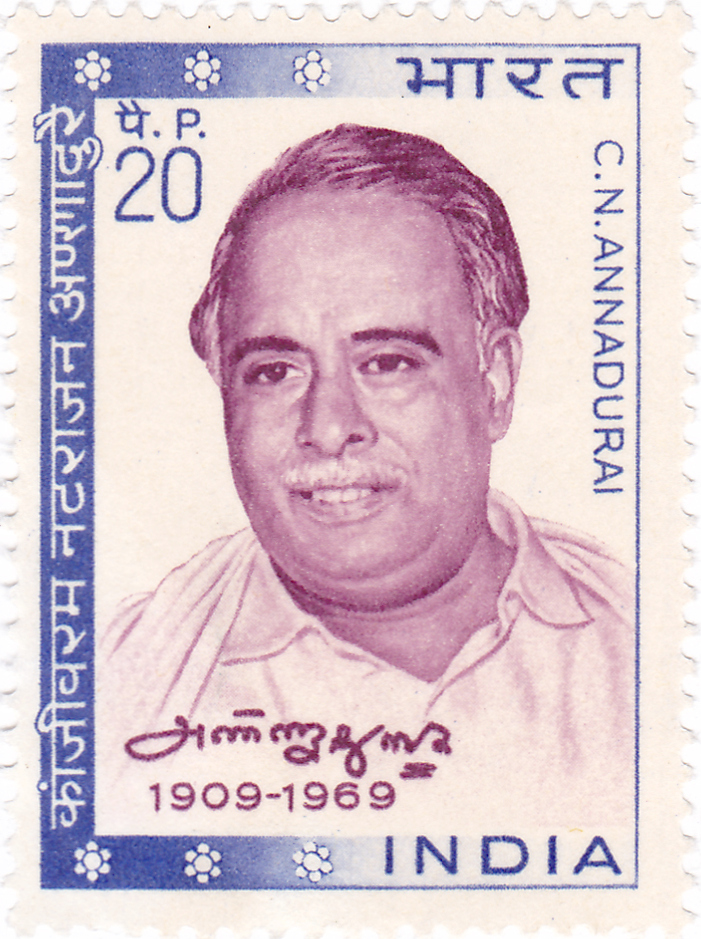
Conjeevaram Natarajan Annadurai